# Karl Schmidt (Widerstandskämpfer)
Karl Schmidt (* 6. Dezember 1902 in Magdeburg; † 3. Mai 1945 in der Lübecker Bucht) war ein Widerstandskämpfer gegen den Nationalsozialismus.

## Leben
Schmidt engagierte sich schon früh politisch. Noch während seiner Zeit in einer Mittel- und Handelsschule trat er der Sozialistischen Arbeiterjugend bei. 1924 wurde er Mitglied des Reichsbanners Schwarz-Rot-Gold.
1928 erfolgte sein Eintritt in die KPD. Er engagierte sich hier insbesondere im Rotfrontkämpferbund. Beruflich nahm der zum kaufmännischen Angestellten ausgebildete Schmidt ab 1930 eine Arbeit in der Redaktion der Tribüne auf.
Nach der Machtergreifung der Nationalsozialisten wurde er im Juni 1933 von einem Sondergericht in Halle (Saale) zu 4 Monaten Haft verurteilt. Nach seiner Entlassung wirkte Schmidt im Untergrund. Er stellte illegale Flugblätter her und verteilte diese. 1936 wurde er erneut verhaftet und zu 2 Jahren Zuchthaus verurteilt. Er wurde dann in die Konzentrationslager KZ Aschendorfer Moor, KZ Sachsenhausen und KZ Neuengamme verschleppt. Kurz vor Kriegsende war er mit ca. 7.000 weiteren Gefangenen auf Schiffen in der Lübecker Bucht interniert. Diese Schiffe wurden bei einem militärisch sinnlosen Angriff versenkt, wodurch auch Schmidt zu Tode kam.

## Ehrung
Die Stadt Magdeburg benannte ihm zu Ehren eine Straße (Karl-Schmidt-Straße).